# Winnetou

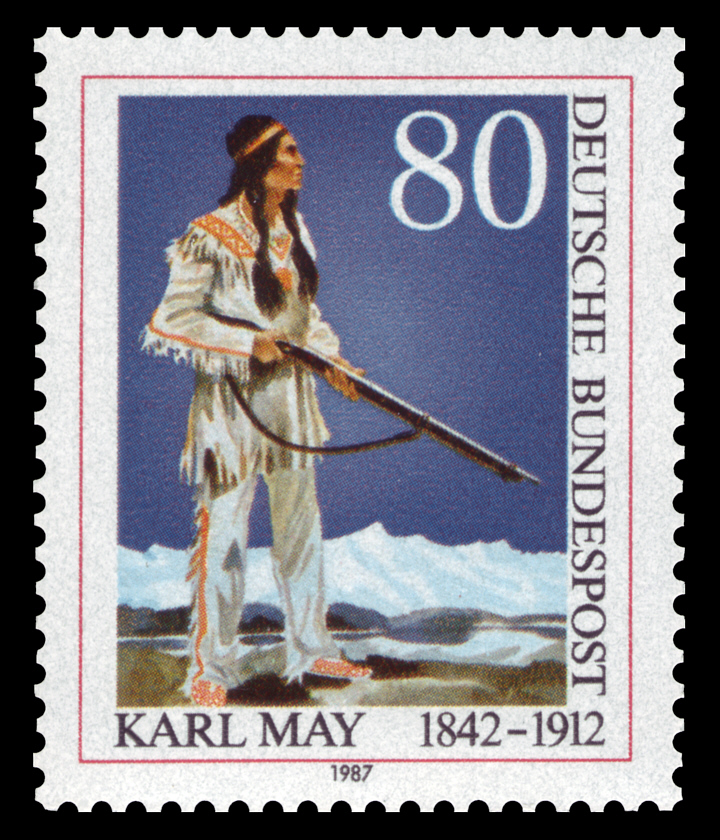
Winnetou auf einer Briefmarke (1987) der Deutschen Bundespost. Die Abbildung entspricht der aktuellen Darstellung auf dem Buch Winnetou I (Karl May’s Gesammelte Werke, Band 7)

Winnetou ist eine Figur aus dem gleichnamigen Roman und anderen Werken des deutschen Autors Karl May (1842–1912), die im sogenannten Wilden Westen spielen. Er ist ein fiktiver Häuptling der Mescalero-Apachen. Winnetou verkörpert den edlen, guten Indianer und kämpft mit seinem Gewehr „Silberbüchse“ auf seinem Pferd Iltschi für Gerechtigkeit und Frieden. Dabei wird er meistens von seinem weißen Freund und Blutsbruder Old Shatterhand begleitet, aus dessen Sicht als Ich-Erzähler die Geschichten um Winnetou oft verfasst sind.

## Name

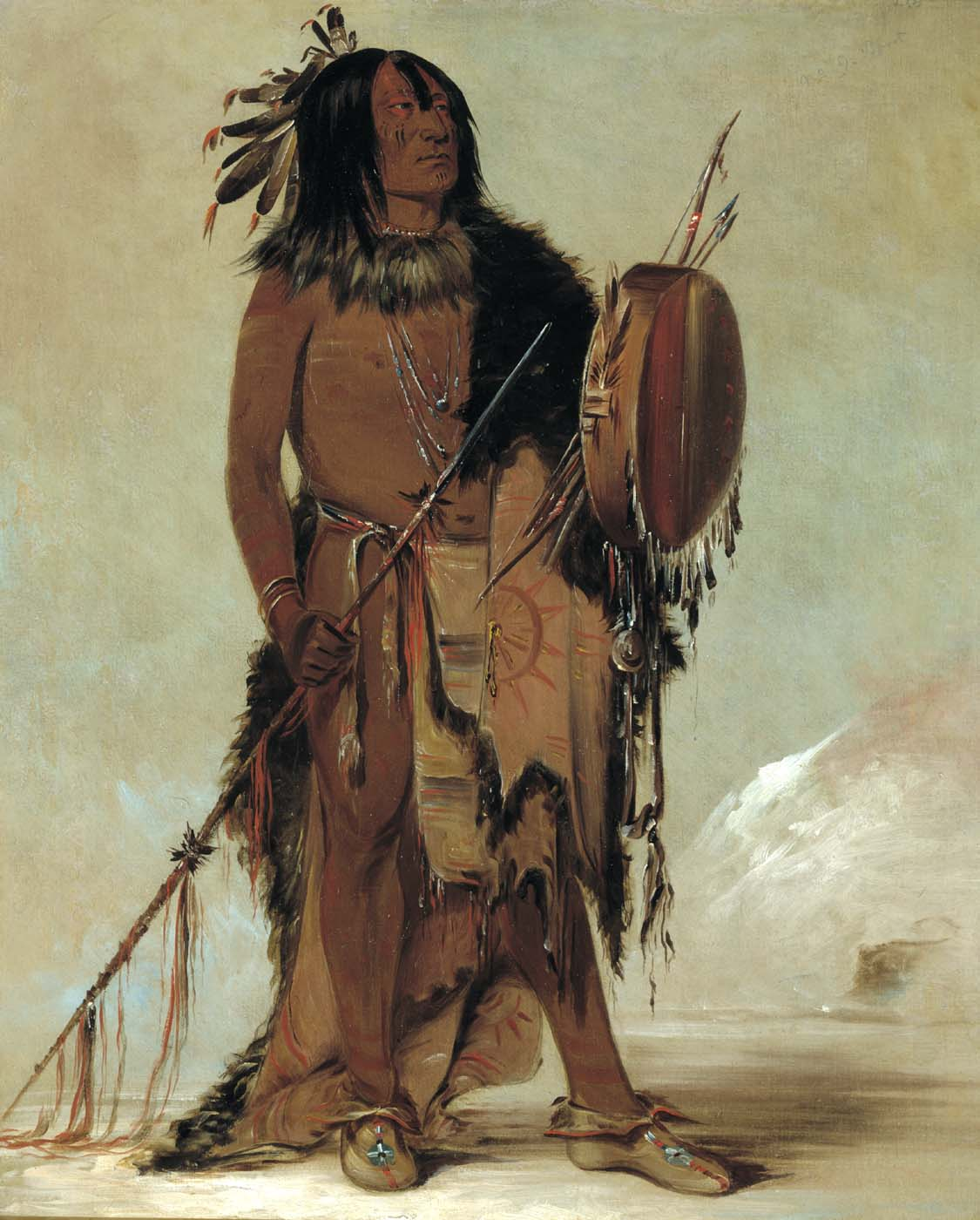
Blackfeet-Häuptling Wun-nes-tou auf einem Gemälde von George Catlin (1832)

Zur Herkunft des Namens Winnetou gibt es verschiedene Erklärungen. Karl May erklärte die Bedeutung mit „brennendes Wasser“. Dagegen spricht, dass das Wort ‚brennen‘ in der Apache-Sprache nicht ‚winne‘, sondern ‚tondli‘ heißt. Adalbert Stütz vermutet einen Zusammenhang mit dem Digger-Wort ‚vintou‘ für ‚der Indianer‘, der sich in den Verzeichnissen des Schweizer Ethnologen Albert Samuel Gatschet findet. Werner Poppe geht dagegen davon aus, dass als Vorbild der vom amerikanischen Maler George Catlin erwähnte Blackfeet-Häuptling Wun-nes-tou gedient habe. Zur Aussprache des Namens Winnetou schrieb May: „Sein Name wird ausgesprochen Winneto-u, das o-u sehr schnell hintereinander als Diphthong.“

## Persönlichkeit

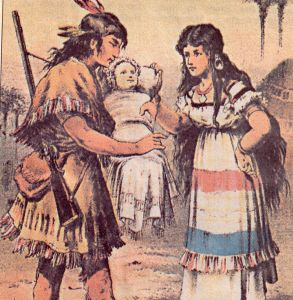
Winnetou (links) und Ribanna auf der ersten Winnetou-Darstellung aus dem Jahr 1879. Illustration zur Erzählung Im fernen Westen.

Winnetou machte von den ersten Auftritten bis zum Spätwerk einen großen Wandel durch. Während er anfangs noch ein älterer Wilder war, der seine Feinde skalpierte und auch mal einen Zigarrenstummel aß, wurde er immer mehr idealisiert, bis er schließlich zur Symbolfigur des edlen Wilden wurde, der allein schon moralisch allen Weißen überlegen ist.
Winnetou ist von Grund auf tapfer, ehrlich und gerecht, im Vergleich zu Old Shatterhand recht schweigsam. Den weitgehenden Verzicht sowohl auf Rache als auch auf das Töten von Feinden hat er jedoch erst von Klekih-petra und von Old Shatterhand übernommen. Allgemein neigt Winnetou zu Kollektivbeschuldigungen und zu Vorurteilen (Überfall auf das Vermessungslager einschließlich Zweikampf mit Old Shatterhand; „Falsche Männer des Südens“, gemeint sind Mexikaner; usw.).
Winnetou ist ein perfekter Reiter und Schütze. Außerdem ist er auch in allen anderen indianischen Waffen und Kampftechniken bestens geübt. Er beherrscht neben Apache auch mehrere andere Indianersprachen sowie Englisch und bekräftigt seine kurzen Sätze des Öfteren mit einem kurzen „Howgh“. Er besuchte Old Shatterhand in Dresden und begleitete diesen nach Nordafrika („Satan und Ischariot“-Trilogie).
Winnetou nennt Gefährten von Old Shatterhand bzw. andere gute Westmänner gerne „Bruder“, sondert sich in der Gruppe aber von diesen ab und lässt gelegentlich seine oder Old Shatterhands Überlegenheit gegenüber ihnen durchblicken. Hier ist Old Shatterhand Vermittler zwischen seinen weißen Begleitern und Winnetou. Winnetou ist nie länger ohne Old Shatterhand mit anderen weißen Westmännern „zweiten Ranges“ zusammen. Wohl aber mit Old Firehand und Old Surehand, die jedoch klar zur „ersten Kategorie“ zählen. Das innige Verhältnis wurde auch als latent homosexuell beschrieben, so in Arno Schmidts Studie Sitara und der Weg dorthin, was auch Einfluss bei einigen filmischen Adaptionen hatte.

## Erscheinungsbild

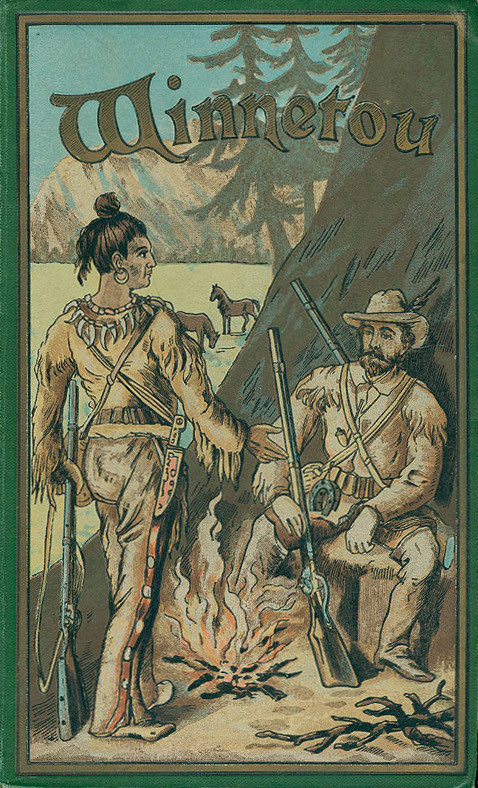
Buchdeckel der klassischen Ausgaben (ab 1893) von Winnetou I bis III

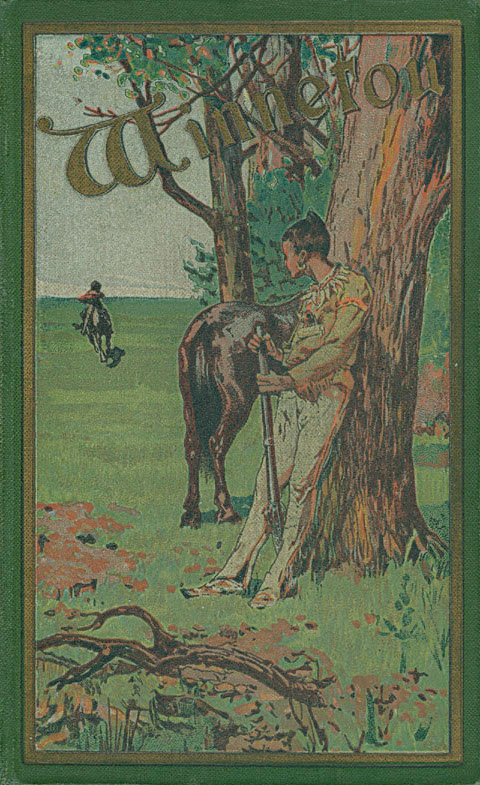
Buchdeckel der klassischen Ausgaben (ab 1898) von Winnetou I bis III

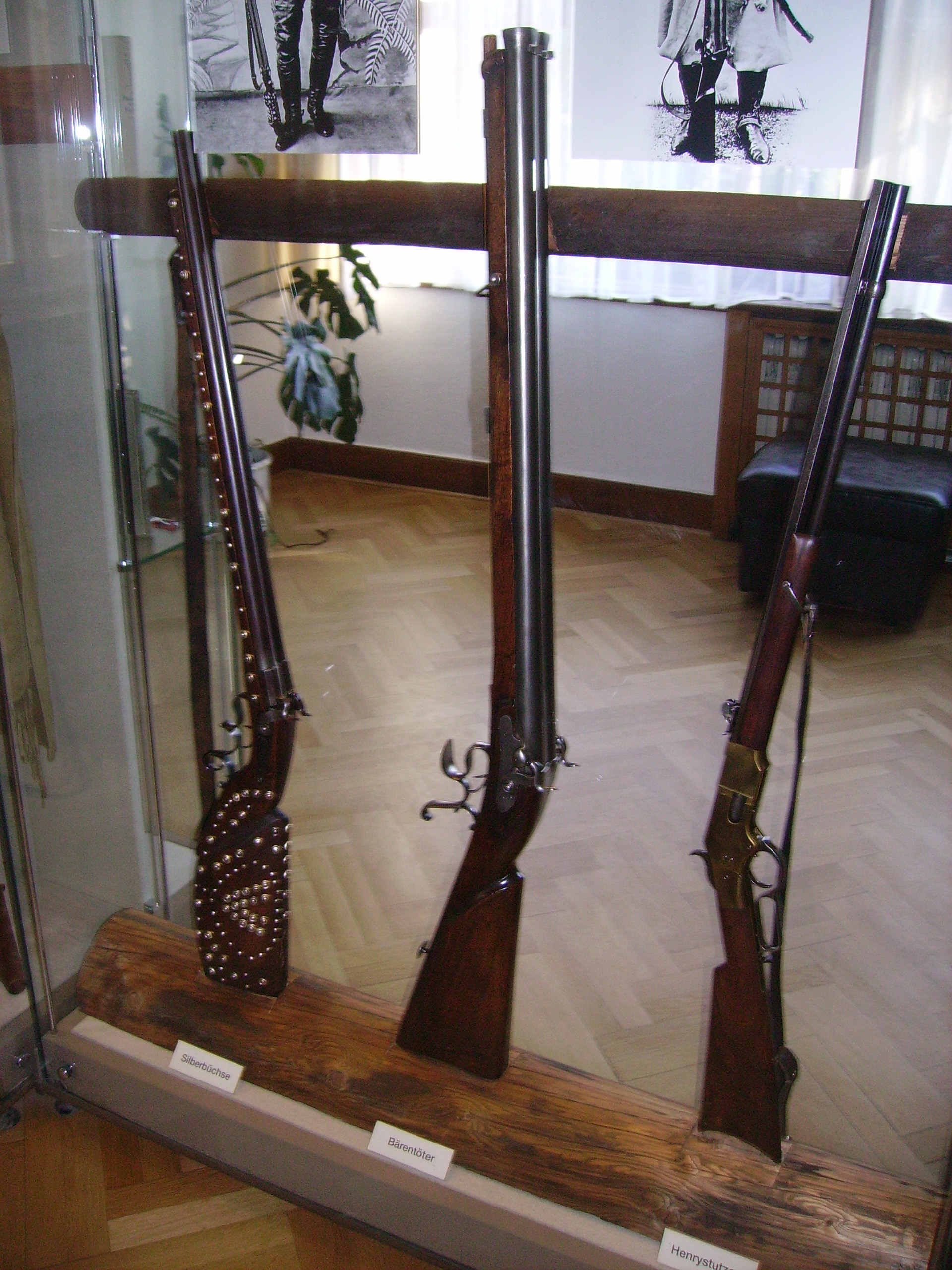
Silberbüchse, Bärentöter und Henrystutzen (von links) im Karl-May-Museum Radebeul

Beschreibung Winnetous bei der ersten Erwähnung bei Karl May überhaupt:

„Er schien im Anfange der fünfziger Jahre zu stehen; seine nicht zu hohe Gestalt war von ungewöhnlich kräftigem und gedrungenem Bau, und insbesondere zeigte die Brust eine Breite, die einen hoch aufgeschossenen und langhalsigen Yankee in die respectvollste Bewunderung zu setzen vermochte. Der Aufenthalt im civilisirten Osten hatte ihn genöthigt, eine dort weniger auffällige Kleidung anzulegen, aber das dichte, dunkle Haar hing ihm in langen, schlichten Strähnen bis weit über die Schultern herab, im Gürtel trug er ein Bowiemesser nebst Kugel- und Pulverbeutel, und aus dem Regentuche, welches er malerisch um die Achsel geschlungen hatte, sah der verrostete Lauf einer Büchse hervor, die vielleicht schon manchem »Westmanne« das letzte Valet gegeben hatte.“

Bei seinem – innerhalb der May-Chronologie – ersten Auftreten wird Winnetou so beschrieben:

„… war genau so gekleidet wie sein Vater, nur daß sein Anzug zierlicher gefertigt worden war. Seine Mokassins waren mit Stachelschweinsborsten und die Nähte seiner Leggins und des Jagdrockes mit feinen, roten Nähten geschmückt. Auch er trug den Medizinbeutel am Halse und das Kalumet dazu. Seine Bewaffnung bestand wie bei seinem Vater aus einem Messer und einem Doppelgewehre. Auch er trug den Kopf unbedeckt und hatte das Haar zu einem Schopfe aufgewunden, aber ohne es mit einer Feder zu schmücken. Es war so lang, daß es dann noch reich und schwer auf den Rücken niederfiel. Gewiß hätte ihn manche Dame um dieses herrliche, blauschimmernde Haar beneidet. Sein Gesicht war fast noch edler als dasjenige seines Vaters und die Farbe desselben ein mattes Hellbraun mit einem leisen Bronzehauch. Er stand, wie ich jetzt erriet und später dann erfuhr, mit mir in gleichem Alter und machte gleich heut, wo ich ihn zum erstenmal erblickte, einen tiefen Eindruck auf mich. Ich fühlte, daß er ein guter Mensch sei und außerordentliche Begabung besitzen müsse. Wir betrachteten einander mit einem langen, forschenden Blicke, und dann glaubte ich, zu bemerken, daß in seinem ernsten, dunklen Auge, welches einen sammetartigen Glanz besaß, für einen kurzen Augenblick ein freundliches Licht aufglänzte, wie ein Gruß, den die Sonne durch eine Wolkenöffnung auf die Erde sendet.“

In „Weihnacht!“ war die Beschreibung schon viel verklärter:

„Er trug, wie auch ich stets, wenn ich mich im Westen befand, einen aus Elkleder gefertigten Jagdanzug von indianischem Schnitt, an den Füßen leichte Mokassins, welche mit Stachelschweinsborsten und selten geformten Nuggets geschmückt waren. Eine Kopfbedeckung gab es bei ihm nicht. Sein reiches, dichtes, bläulich schwarzes Haar war auf dem Kopfe zu einem hohen, helmartigen Schopf geordnet und fiel von da aus, wenn er im Sattel saß, wie eine Mähne oder ein dichter Schleier fast bis auf den Rücken des Pferdes herab. Keine Adlerfeder schmückte diese indianische Frisur. Er trug dieses Abzeichen der Häuptlinge nie; es war ihm ohnedies auf den ersten Blick anzusehen, daß er kein gewöhnlicher Krieger sei. Ich habe ihn mitten unter Häuptlingen gesehen, welche alle mit den Federn des Kriegsadlers geschmückt waren und sich auch sonst mit allen möglichen Trophäen behangen hatten; seine königliche Haltung, sein freier, ungezwungener, elastischer und doch so stolzer Gang zeichneten ihn doch als den edelsten von allen aus. Wer auch nur einen einzigen Blick auf ihn richtete, der sah sofort, daß er es mit einem bedeutenden Manne zu thun hatte. Um den Hals trug er die wertvolle Friedenspfeife, den Medizinbeutel und eine dreifache Kette von Krallen der Grizzlybären, welche er mit Lebensgefahr selbst erlegt hatte. Der Schnitt seines ernsten, männlich schönen Angesichtes, dessen Backenknochen kaum merklich vorstanden, war fast römisch zu nennen, und die Farbe seiner Haut war ein mattes Hellbraun, mit einem leisen Bronzehauch übergossen.“

„Einen Bart trug er nicht; in dieser Beziehung war er ganz Indianer. Darum war der sanfte, liebreich milde und doch so energische Schwung seiner Lippen stets zu sehen, dieser halbvollen, ich möchte sagen, küßlichen Lippen, welche der süßesten Schmeicheltöne ebenso wie der furchterweckendsten Donnerlaute, der erquickendsten Anerkennung gleich so wie der schneidendsten Ironie fähig waren. Seine Stimme besaß, wenn er freundlich sprach, einen unvergleichlich ansprechenden, anlockenden gutturalen Timbre, den ich bei keinem andern Menschen gefunden habe und welcher nur mit dem liebevollen, leisen, vor Zärtlichkeit vergehenden Glucksen einer Henne, die ihre Küchlein unter sich versammelt hat, verglichen werden kann; im Zorne hatte sie die Kraft eines Hammers, welcher Eisen zerschlägt, und, wenn er wollte, eine Schärfe, welche wie zersetzende Säure auf den festesten Gegner wirkte. Wenn er, was aber sehr selten und dann nur bei hochwichtigen oder feierlichen Veranlassungen geschah, eine Rede hielt, so standen ihm alle möglichen Mittel der Rhetorik zur Verfügung.“

„Ich habe nie einen besseren, überzeugenderen, hinreißenderen Redner gehört als ihn und kenne nicht einen einzigen Fall, daß es einem Menschen möglich gewesen wäre, der Beredsamkeit des großen, unvergleichlichen Apatschen zu widerstehen. Beredt auch waren die leicht beweglichen Flügel seiner sanftgebogenen, kräftigen, aber keineswegs indianisch starken Nase, denn in ihren Vibrationen sprach sich jede Bewegung seiner Seele aus. Das Schönste an ihm aber waren seine Augen, diese dunklen, sammetartigen Augen, in denen, je nach der Veranlassung, eine ganze Welt der Liebe, der Güte, der Dankbarkeit, des Mitleides, der Besorgnis, aber auch der Verachtung liegen konnte. Solch’ ehrliche, treue, lautere Augen, in welchen beim Zorne heilige Flammen loderten oder aus denen das Mißfallen vernichtende Blitze schleuderte, konnte nur ein Mensch haben, der eine solche Reinheit der Seele, Aufrichtigkeit des Herzens, Unwandelbarkeit des Charakters, und stete Wahrheit des Gefühles besaß wie Winnetou. Es lag in diesen seinen Augen eine Macht, welche den Freund beglückte, den Feind mit Furcht und Angst erfüllte, den Unwürdigen in sein Nichts verwies und den Widerspenstigen zum Gehorsam zwang. Wenn er von Gott sprach, seinem großen, guten Manitou, waren seine Augen fromme Madonnen-, wenn er freundlich zusprach, liebevolle Frauen-, wenn er aber zürnte, drohende Odins-Augen.“

„Dieser herrliche Mann befand sich jetzt, hoch zu Pferde, hier im Zimmer, und aller Augen hingen mit Staunen und Bewunderung an seinem gebieterischen Angesichte und seiner tadellosen Gestalt, welche in vornehmer Haltung halb auf dem Sattel, halb in den mit Klapperschlangenzähnen verzierten Bügeln ruhte. Von seinen breiten, kräftigen Schultern hing sein, gleich dem meinigen von seiner schönen Schwester Nscho-tschi gefertigter Lasso in Schlingen über Brust und Rücken bis auf die Hüften herab, wo er um die schmale, elastische Taille eine buntschillernde Santillodecke als Shawl gewunden hatte, welcher Messer, Revolver und alle die Gegenstände enthielt, die der Westmann in oder an seinem Gürtel zu tragen pflegt. Auf seinem Rücken hing ein doppelläufiges, an den Holzteilen mit silbernen Nägeln beschlagenes Gewehr. Das war die weitberühmte Silberbüchse, deren Kugeln nie ihr Ziel verfehlten.“

## Historische Vorbilder
Für Karl Mays Winnetou gab es einige literarische und vielleicht auch historische Vorbilder.
Karl May selbst äußerte sich nicht zu etwaigen Vorbildern für Winnetou. Bis etwa 1899 behauptete er, Winnetou habe tatsächlich gelebt (und habe als historische Persönlichkeit natürlich keine literarischen Vorbilder), danach wollte May Winnetou als – von Anfang an als solche geplante – Allegorie auf den „roten Mann an sich“ verstanden wissen.

## Texte mit Winnetou
In den folgenden Tabellen sind neben den Originaltiteln die aktuellen Nummern des Bandes und der Erzählung aus Karl May’s Gesammelten Werken (Titel können hier abweichen), der Titel des entsprechenden Reprints der Karl-May-Gesellschaft sowie Abteilung und Bandnummer der historisch-kritischen Ausgabe Karl Mays Werke (sofern bereits erschienen) angegeben.

### Reiseerzählungen
| Titel                            | Jahr    | Anmerkungen                                                                      | Karl May’s Gesammelte Werke | Reprints der Karl-May-Gesellschaft          | Historisch-kritische Ausgabe   |
| -------------------------------- | ------- | -------------------------------------------------------------------------------- | --------------------------- | ------------------------------------------- | ------------------------------ |
| Old Firehand                     | 1875    |                                                                                  | 71,02                       | Old Firehand                                | I.8                            |
| Winnetou                         | 1878    | Überarbeitung von Inn-nu-woh, der Indianerhäuptling (1875)                       | 80,03                       | Der Krumir                                  | I.8                            |
| Im fernen Westen                 | 1879    | Bearbeitung von Old Firehand, später bearbeitet in Winnetou II                   | 89,01                       |                                             | (I.8 per Variantenverzeichnis) |
| Deadly dust                      | 1880    | später bearbeitet in Winnetou III                                                | 88,01                       | Der Scout – Deadly Dust – Ave Maria         | (IV.14)                        |
| Die Both Shatters                | 1881    | ergänzt Winnetous Rollenbiografie, er selbst tritt nicht als handelnde Figur auf | 71,05                       | Old Firehand                                | I.9                            |
| Im »wilden Westen« Nordamerika's | 1882/83 | später bearbeitet in Winnetou III                                                | 88,02                       | (Der Scout – Deadly Dust – Ave Maria)       | IV.27                          |
| Ein Oelbrand                     | 1882/83 |                                                                                  | 80,04                       | Jahrbuch der Karl-May-Gesellschaft 1970     | IV.27                          |
| Der Scout                        | 1888/89 | später bearbeitet in Winnetou II                                                 |                             | Der Scout – Deadly Dust – Ave Maria         | IV.27                          |
| Winnetou I                       | 1893    | zeitweilig auch Winnetou der Rote Gentleman I                                    | 7                           |                                             | IV.12                          |
| Winnetou II                      | 1893    | zeitweilig auch Winnetou der Rote Gentleman II                                   | 8                           |                                             | IV.13                          |
| Winnetou III                     | 1893    | zeitweilig auch Winnetou der Rote Gentleman III                                  | 9                           |                                             | IV.14                          |
| Old Surehand I                   | 1894    |                                                                                  | 14                          |                                             |                                |
| Old Surehand II                  | 1895    |                                                                                  | 19 und 15, Kapitel 1        |                                             |                                |
| Old Surehand III                 | 1896    |                                                                                  | 15, Kapitel 2–10            |                                             |                                |
| Satan und Ischariot I            | 1896    |                                                                                  | 20                          | Die Felsenburg                              |                                |
| Satan und Ischariot II           | 1897    |                                                                                  | 21                          | Krüger Bei – Die Jagd auf den Millionendieb |                                |
| Satan und Ischariot III          | 1897    |                                                                                  | 22                          | Krüger Bei – Die Jagd auf den Millionendieb |                                |
| Auf fremden Pfaden               | 1897    |                                                                                  |                             |                                             |                                |
| • Gott läßt sich nicht spotten   | 1897    | ursprünglicher Titel Old Cursing-Dry                                             | 23,07                       | Christus oder Muhammed                      | IV.26                          |
| • Ein Blizzard                   | 1897    | ursprünglicher Titel Ein amerikanisches Doppelduell                              | 23,08                       | Christus oder Muhammed                      | IV.26                          |
| Mutterliebe                      | 1897/98 |                                                                                  | 48,06                       | Christus oder Muhammed                      | IV.27                          |
| „Weihnacht!“                     | 1897    |                                                                                  | 24                          |                                             | IV.21                          |
| Winnetou IV                      | 1910    |                                                                                  | 33                          | Winnetou Band IV                            |                                |

### Jugenderzählungen
| Titel                        | Jahr    | Anmerkungen                                                     | Karl May’s Gesammelte Werke | Reprints der Karl-May-Gesellschaft                      | Historisch-kritische Ausgabe   |
| ---------------------------- | ------- | --------------------------------------------------------------- | --------------------------- | ------------------------------------------------------- | ------------------------------ |
| Im fernen Westen             | 1879    | Bearbeitung von Old Firehand, später bearbeitet in Winnetou II  | 89,01                       |                                                         | (I.8 per Variantenverzeichnis) |
| Unter der Windhose           | 1886    | später bearbeitet in Old Surehand II                            |                             | Der Krumir                                              | IV.27                          |
| Der Sohn des Bärenjägers     | 1887    |                                                                 | 35,01 und 84,07             | Der Sohn des Bärenjägers – Der Geist der Llano estakata | III.1                          |
| Der Geist des Llano estacado | 1888    | ursprünglicher, fehlerhafter Titel Der Geist der Llano estakata | 35,02                       | Der Sohn des Bärenjägers – Der Geist der Llano estakata | III.1                          |
| Der Schatz im Silbersee      | 1890/91 |                                                                 | 36                          | Der Schatz im Silbersee                                 | III.4                          |
| Der Oelprinz                 | 1893/94 | Buchausgaben ab 1905 unter dem Titel Der Ölprinz                | 37                          | Der Ölprinz                                             | III.6                          |
| Der schwarze Mustang         | 1896/97 |                                                                 | 38,01                       | Der schwarze Mustang                                    | III.7                          |

### Lieferungsroman
| Titel                | Jahr    | Anmerkungen                                          | Karl May’s Gesammelte Werke | Reprints der Karl-May-Gesellschaft | Historisch-kritische Ausgabe |
| -------------------- | ------- | ---------------------------------------------------- | --------------------------- | ---------------------------------- | ---------------------------- |
| Auf der See gefangen | 1877/78 | Alternative Titelschreibweise Auf hoher See gefangen | 80,01                       | Frohe Stunden                      | I.9                          |

Im Rahmen der Gesammelten Werke tritt Winnetou in einem weiteren Band auf: Im Tal des Todes (1934). In dieser Bearbeitung des Kolportageromans Deutsche Herzen – Deutsche Helden (1885–87) wurde nicht nur der dort vorkommende Apachenhäuptling umbenannt, sondern auch noch weitere Personen, um eine Verbindung zu den anderen Bänden der Reihe herzustellen.

## Die Winnetou-Trilogie
Die im Jahr 1893 erschienenen drei Bände Winnetou der Rote Gentleman sind die ersten, die im Rahmen der damals zusammen mit dem Verleger Friedrich Ernst Fehsenfeld neu konzipierten Buchreihe der gesammelten Reiseerzählungen im Wilden Westen spielen. Während Band I von Karl May komplett neu geschrieben wurde, verwendete er für die Bände II und III vier ältere Erzählungen, die er in eine neu geschaffene Rahmenhandlung (Verfolgung und Tod des Mörders von Winnetous Vater und Schwester) einfügte. Er musste dabei auch die Handlung und die Personen in diesen Erzählungen an sein neues Konzept anpassen, was ihm aber nicht immer vollständig gelungen ist.
Für Band II verwendete er die 1888/89 erschienene Erzählung Der Scout und die 1879 erschienene Im Fernen Westen; für Band III die 1880 erschienene Erzählung Deadly Dust und die 1882/83 erschienene Im Wilden Westen Nordamerikas (später auch veröffentlicht unter dem Titel Ave Maria).

### Winnetou I

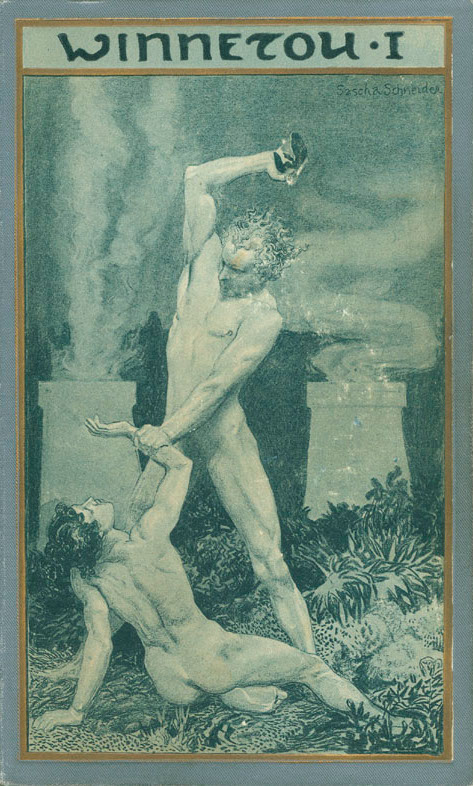
Sascha-Schneider-Ausgabe (1904) von Winnetou I

Der Ich-Erzähler Karl (vergleiche: Karl May), später Old Shatterhand genannt, arbeitet als Surveyor, d. h. Feldmesser, für die Eisenbahngesellschaft Atlantic and Pacific Company bei der Vermessung einer der großen Transkontinentalbahnen nach dem Westen der Vereinigten Staaten von Amerika. Die Bahnlinie soll von St. Louis aus durch das Indianerterritorium, Neu-Mexiko, Arizona und Kalifornien zur Pazifikküste verlaufen. Die Sektion (Abschnitt), die ihm und den drei anderen Surveyors Riggs, Marcy und Wheeler unter der Leitung des Oberingenieurs Bancroft zur Erforschung und Ausmessung zugefallen ist, liegt zwischen dem Quellgebiet des Rio Pecos und des südlichen Canadian. Dort werden sie von einer zwölf Mann starken Schutztruppe und deren Anführer Rattler erwartet. Da seine Kollegen sehr träge und trunksüchtig sind und es mit ihren Fachkenntnissen nicht weit her ist, muss er alles allein machen. Zum Glück stehen ihm die Westmänner Sam Hawkens, Dick Stone und Will Parker zur Seite, und so könnte trotzdem der Anschluss an die nächste, westlich liegende Sektion in einer Woche erreicht werden. Deren Oberingenieur White, der seine Arbeit beendet hat, warnt vor den Roten, denn die Eisenbahngesellschaft plant, wie den Indianern aufgrund der Vermessung natürlich klar ist, einen Gleisbau mitten durch das Gebiet der Apachen. Karl May schreibt davon zwar nichts, aber hiermit sind beiderseits solcher Linien staatlicherseits immer riesige Landzuweisungen an die Eisenbahngesellschaften zur Finanzierung der Bahnen verbunden. Intschu tschuna (Gute Sonne), der Häuptling aller Apachen, sein Sohn Winnetou (laut Karl May: Brennendes Wasser) und der aus Deutschland stammende Klekih-petra (Weißer Vater) kommen, um die Eisenbahn-Surveyors friedlich darauf hinzuweisen, dass dies ihr Land sei, und Intschu tschuna verbietet den Eisenbahnern, hier weiter den „Weg für das Feuerroß“ zu vermessen.
Klekih-petra wird von Rattler erschossen, als er sich in einen Schuss wirft, der Winnetou treffen sollte, woraufhin Winnetou mit seinem Vater und der Leiche heimreitet, um Krieger zu holen und die Bleichgesichter auszulöschen. Diese verbünden sich, weil sie die Vermessung vor Eintreffen der Apachen zu Ende bringen wollen, mit den Kiowas, doch Old Shatterhand, Sam, Dick und Will halten es insgeheim mit den Apachen. Beim ersten Angriff der Apachen gelingt es durch eine List Sam Hawkens’, alle Apachen gefangen zu nehmen. Old Shatterhand befreit heimlich Winnetou und Intschu tschuna, und niemand erfährt, dass Old Shatterhand der Befreier war. Tangua, der Häuptling der Kiowas, will die anderen gefangenen Apachen töten, woraufhin ihn Old Shatterhand und seine Freunde als Geisel nehmen. Tangua bietet an, dass Old Shatterhand gegen Metan-akva (Blitzmesser) um das Leben der Apachen kämpft. Kurz nachdem Shatterhand gewonnen hat, greifen weitere Apachen erneut und mit viel mehr Kriegern als zuvor an. Old Shatterhand und das „Kleeblatt“ (Sam, Dick und Will) wollen sich eigentlich ergeben, werden aber unfreiwillig doch in den Kampf verwickelt. Old Shatterhand schlägt zunächst Intschu tschuna bewusstlos nieder, wird dann von Winnetou angegriffen und lebensgefährlich verwundet. Bis auf Rattler sind die zwölf Schutztruppler tot.
Die Überlebenden werden als Gefangene in das Lager der Apachen gebracht und dort für ihren Martertod gesundgepflegt. Die Pflege von Old Shatterhand übernimmt Winnetous Schwester Nscho-tschi (Schöner Tag). Old Shatterhand erholt sich relativ schnell und trainiert seine Kraft mit einem Stein, den er sich als Sitzgelegenheit erbeten hat. In dieser Zeit bittet er immer wieder darum, Winnetou zu sprechen, da er dessen Freund sei und dies auch beweisen könne. Winnetou kommt aber nicht, sondern verlangt erst die Beweise, was wiederum Old Shatterhand nicht will. Der Kampf mit Blitzmesser um die Freiheit der zuvor von den Kiowas gefangenen Apachen wurde nämlich von den Kiowas bestritten, und die Sache wurde von Tangua so ins Gegenteil verkehrt, bis die Apachen ihm glaubten.
An dem Tag, an dem sie gemartert werden sollen, erfahren die Weißen, dass Old Shatterhand um ihr Leben kämpfen soll. Er muss mit Intschu tschuna um sein Leben schwimmen. Durch eine List (er stellt sich als überängstlicher Nichtschwimmer hin) gewinnt Old Shatterhand den Kampf, und die Weißen bis auf Rattler sind frei. Old Shatterhand zeigt Winnetou die Haarsträhne, die er ihm abgeschnitten hat, als er ihn im Lager der Kiowas befreit hat. Dann fordert Old Shatterhand Tangua zu einem Zweikampf heraus, bei dem Tangua die Waffen wählen darf. Tangua steht jetzt als Lügner da, hat vorher Old Shatterhand mehrfach beleidigt und kann nun dem Duell nicht mehr ohne Ehrverlust ausweichen. Da Tangua gesehen hat, dass Old Shatterhand sowohl mit der Faust als auch dem Messer ein Meister ist, wählt er Gewehre und abwechselndes Schießen auf 200 Schritt Entfernung. Zudem fordert er, dass er zuerst schießen darf, was ihm gewährt wird. Er trifft Old Shatterhand aber nicht. Dieser kündigt an, Tangua nicht zu töten, sondern nur ins rechte Knie zu schießen. Da Tangua solches nicht für möglich hält, stellt er sich seitlich, was zur Folge hat, dass beide Knie zertrümmert werden und Tangua Old Shatterhands Todfeind wird. Rattler wird, da er sich am Marterpfahl nicht tapfer zeigt, erschossen.

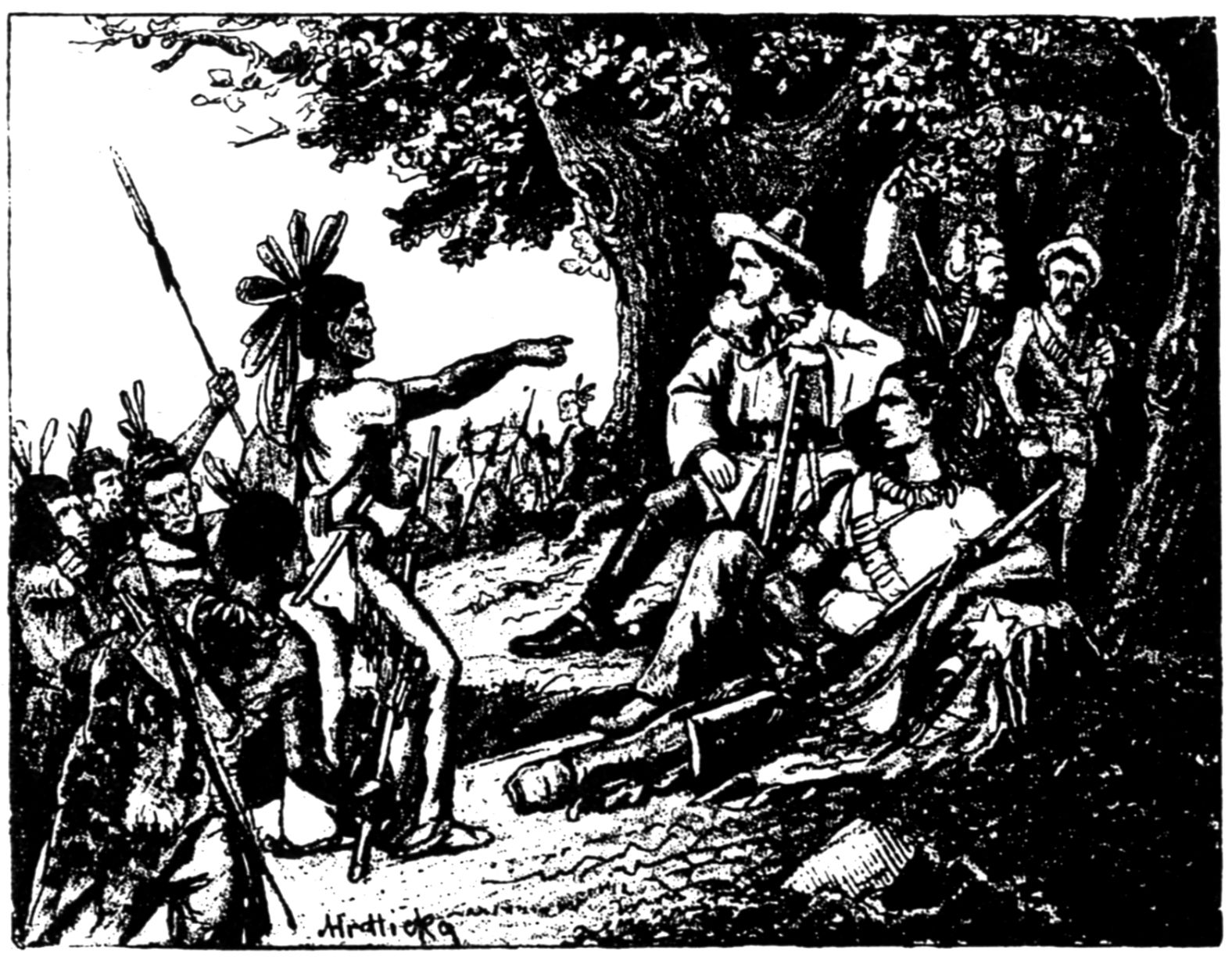
Old Shatterhand und Winnetou (sitzend), Illustration von A. Hrdlicka zur Erzählung Mutterliebe (1898)

Dann kommt es zur Blutsbrüderschaft zwischen Old Shatterhand und Winnetou. Winnetou lehrt jetzt Old Shatterhand alles, was er noch nicht weiß, aber als Westmann braucht. Nscho-tschi hat sich in Old Shatterhand verliebt. Von Intschu tschuna gefragt, ob eine Ehe zwischen einem Weißen und einer Indianerin möglich sei, erwidert Old Shatterhand, dass dies möglich sei, wenn die Indianerin Christin sei und die Ehe von einem Priester geschlossen werde. Daraufhin wird von Intschu tschuna beschlossen, dass seine Tochter in den Osten nach St. Louis darf, um so zu werden wie eine weiße Squaw. Weil er kein Gold annehmen will, erhält Old Shatterhand von Intschu tschuna großzügig die Erlaubnis, unterwegs die unterbrochene Vermessung der Bahnstrecke zu beenden, um so seinen Lohn beanspruchen zu können. An der Stelle, wo die Messarbeit durch den Überfall unterbrochen worden war, stehen noch die Messpfähle des abgesteckten „Eisenweges“. Da ihm die Indianer helfen, ist die Arbeit in vier Tagen vollendet.
Um das notwendige Geld für Nscho-tschis Aufenthalt zu besorgen, reiten die Apachen anschließend zum Nugget Tsil, da sie dort eine Stelle mit Goldstaub kennen. Auf dem Weg zur Fundstätte werden sie von dem Banditen Santer, dem Sam unvorsichtigerweise verraten hat, wohin die Reise geht, nebst Kumpanen überfallen. Dabei werden Intschu tschuna und Nscho-tschi getötet. Weil Santer nicht gefasst werden kann – nur seine Gehilfen werden von Old Shatterhand erschossen – und Old Shatterhand erst den von den Kiowas gefangenen Sam befreien muss, trennen sich Winnetou und Old Shatterhand, der von nun an von Winnetou Scharlih genannt wird. Während Winnetou dem Mörder nachjagt, befreit Old Shatterhand Sam.

### Winnetou II

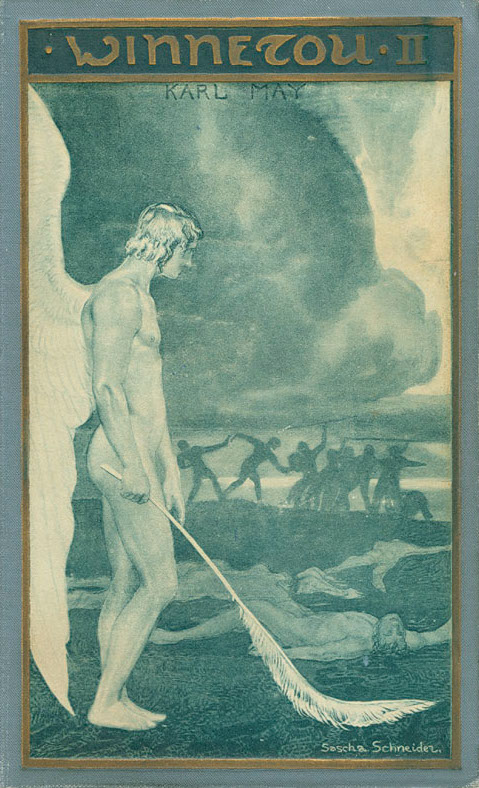
Sascha-Schneider-Ausgabe (1905) von Winnetou II

In diesem Band, der als wahre Reiseerzählung betrachtet werden kann, führt es den Ich-Erzähler Old Shatterhand kreuz und quer durch die USA. Er reitet zunächst nach St. Louis, wo er die geretteten Zeichnungen im Surveying Office abgibt. Auch wenn Sam für ihn als einzigem Überlebenden eine Extragratifikation fordert, wird ihm nur der vereinbarte Betrag ausgezahlt. Winnetou verfolgt weiterhin den Mörder Santer. Old Shatterhand übergibt den von Mr. Henry vor seiner Abreise erhaltenen Bärentöter diesem zur Aufbewahrung. Denn er will Winnetou eilig nachreisen, und das schwere Gewehr wäre ihm dabei hinderlich. Er verfehlt Winnetou aber in New Orleans und will nun von dort nach Europa zurücksegeln.
Da er aber kurz nach Verlassen des Hafens in einen Hurrikan gerät und dabei seinen gesamten Besitz verliert, verschlägt es ihn zunächst nach New York, wo er – um sich das Geld für die Überfahrt zu verdienen – einen Job als Detektiv annimmt. (In der Erzählung Der Scout kommt der Ich-Erzähler als Einwanderer aus Deutschland in die USA und findet – obwohl unerfahren – eine Anstellung als Detektiv.) Nach mehreren erfolgreich gelösten Fällen, über die man nichts weiter erfährt, wird er damit beauftragt, einen geistesgestörten Bankierssohn, der einem Betrüger in die Hände gefallen ist, zu seinem Vater zurückzubringen.
Bei der Verfolgung der beiden gelangt er wiederum nach New Orleans, wo er den Westmann Old Death kennenlernt. Dieser errät sofort, ohne die Identität des Erzählers zu kennen, warum jener in New Orleans ist, hält ihn aber, wie früher sein alter Freund Sam Hawkens, für ein Greenhorn. Ihre Wege trennen sich bald wieder, und Old Shatterhand und der Betrüger begegnen sich. Dieser erkennt aber Old Shatterhand und kann sich noch rechtzeitig wieder in Richtung Rio Colorado absetzen.
Auf dem Weg dorthin treffen sich Old Death und Old Shatterhand wieder, und Old Death gewinnt nun dessen Vertrauen und bietet seine Hilfe an. Bei der Verfolgung kommt es dann zunächst zu einem kurzen Wiedersehen mit Winnetou. Dieser ist zuvor als neuer Häuptling mit der Silberbüchse seines Vaters zu den Apachen zurückgekehrt, tut aber gegenüber Old Death, dem er bekannt ist, so, als kenne er Old Shatterhand nicht. Die Blutsbrüder treffen sich aber dann unbeobachtet im Wald. Winnetou erinnert daran, wie sie den Pfad des Feuerrosses vermessen haben, und berichtet, dass ihm Santer wieder entkommen sei. Dann nehmen sie Abschied voneinander, weil sie verschiedene Pflichten zu erfüllen haben. Nach einem Konflikt mit Mitgliedern des Ku-Klux-Klans, den die beiden Olds fast im Alleingang lösen, erfahren sie, dass die beiden Gesuchten auf dem Weg nach Mexiko sind. Bei der Verfolgung entdecken sie diese in einem Trupp Comanchen, der seinerseits von den Apachen und Winnetou in eine Falle gelockt worden ist. Old Death, der sowohl mit den Apachen als auch Comanchen befreundet ist, versucht die Comanchen zur Aufgabe zu überreden, scheitert dabei aber, so dass sich die beiden Olds mit weiteren zwischenzeitlich zu ihnen gestoßenen Weißen zu den Apachen absetzen. Leider haben Winnetou und seine Apachen die schon zuvor zu ihnen gewechselten Verfolgten laufen lassen, so dass sich die beiden Olds erneut veranlasst sehen, die Apachen zu verlassen. Schließlich gelingt es aber doch, die beiden zu stellen, allerdings wird Old Death dabei versehentlich erschossen. Damit endet die eingefügte Erzählung Der Scout.
Der Ich-Erzähler berichtet dann, wie er zurück nach St. Louis reist, dort den berühmten Henry-Stutzen erhält und dann nach Afrika reist, um mit Sir Emery Bothwell die Gum zu jagen (Band 10: Orangen und Datteln – Sand des Verderbens). Nach seiner Rückkehr macht er sich auf die Suche nach Winnetou, findet ihn auch bald, trennt sich aber dann, um einen Goldtransport zu begleiten. Dann beginnt die zweite eingefügte Erzählung Im Fernen Westen und der Ich-Erzähler lernt den Jungen Harry kennen, den er etwas später – gegen seinen Willen – aus dem Inferno einer brennenden Ölquelle rettet. Auf seinem weiteren Weg trifft er dann wieder Winnetou und den berühmten Westmann Old Firehand.
Sie verhindern einen Überfall der Poncas unter ihrem Häuptling Parranoh (alias Tim Finnetey) auf eine Eisenbahnstrecke. Bei dieser Gelegenheit besiegt Old Shatterhand Parranoh, gegen den sowohl Winnetou als auch Old Firehand eine alte Rechnung offen haben. Im Bewusstsein des vermeintlichen Todes von Parranoh und nach Ausheilen einer Verletzung Firehands gelangen sie dann in dessen Trapper-Festung, wo Old Shatterhand auch Harry wiedertrifft, der sich als Sohn Old Firehands und Ribannas entpuppt, die auch von Winnetou geliebt wurde (die einzige Parallele zur Filmversion), aber der zugunsten seines Freundes Old Firehand auf sie verzichtete (dies und der Tod Ribannas spielt aber vor den in Band 1 und 2 erzählten Geschichten). Nachdem sie – wenn auch unter schweren Verlusten – einen Angriff der Poncas abgewehrt haben, machen sich Old Shatterhand und Winnetou auf, einen Händler zu suchen, um ihm die von den Trappern erbeuteten Felle anzubieten. Dabei geraten sie vorübergehend in die Gefangenschaft ihres alten Feindes Santer, der sie aber wieder laufen lässt, weil er es auf die Felle abgesehen hat. Santer entgeht aber einer Falle durch eine Dummheit Sam Hawkens, so dass sich am Ende die Wege von Winnetou und Old Shatterhand wieder trennen.
In der ursprünglichen Erzählung Der Scout ist der Ich-Erzähler noch ein echtes Greenhorn und Winnetou erheblich gewaltbereiter.

### Winnetou III

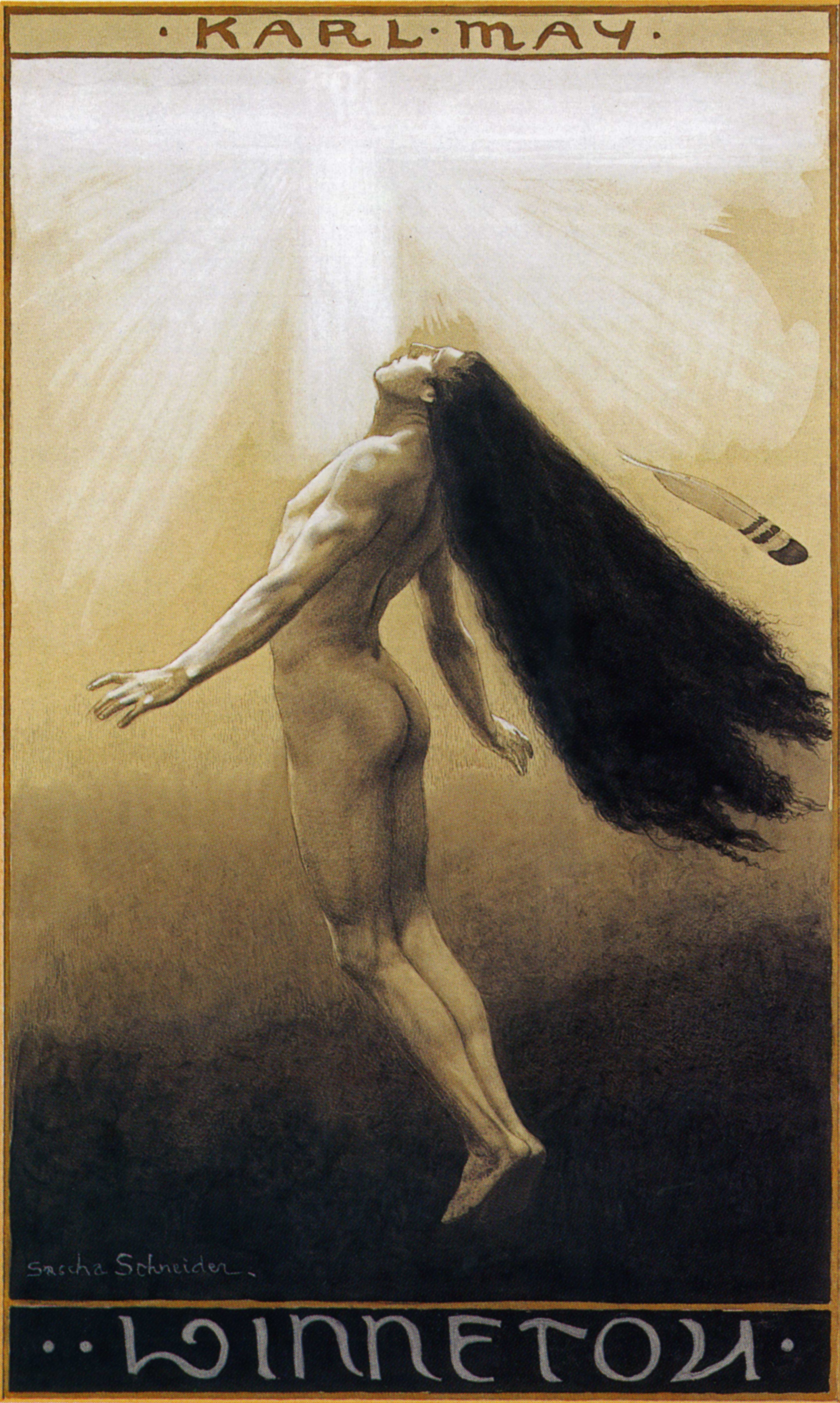
Entwurf der Sascha-Schneider-Ausgabe (1904) von Winnetou III

Der erste Teil (nach der Erzählung Deadly Dust) erzählt die Geschichte um die Verfolgung der beiden Banditen Fred und Patrick Morgan, der zweite Teil (nach der Erzählung Im Wilden Westen Nordamerikas) beschreibt den Kampf gegen die Railtroublers (einer Bande von Zugräubern) und die mit ihnen verbündeten Sioux-Ogelallah, bei dem Winnetou den Tod findet. Abschließend wird das Ende des Verbrechers Santer beschrieben.
Old Shatterhand trifft in der Savanne den berühmten Westmann Sans-Ear. Nachdem Sans-Ear vier feindliche Komantschen besiegt hat, reiten beide zusammen weiter und verhindern einen Zugüberfall. An diesem Überfall beteiligt sich ein Weißer, der von Sans-Ear als der Mörder seiner Familie identifiziert wird: Fred Morgan. Durch einen glücklichen Umstand können sie die Spur des Verbrechers entdecken und folgen ihm durch den Llano Estacado, wo sie sich erneut gegen die Komantschen behaupten müssen, zwischenzeitlich begleitet von Winnetou und Bernard Marshall, der ebenfalls hinter Fred Morgan her ist. In der Nähe der Goldfelder von San Francisco erwischen sie endlich beide Morgans.
Möglicherweise arbeitete Karl May hier unter Zeitdruck, da es ihm nicht gelang, alle neuen Eigenschaften Winnetous einzuarbeiten; und so tötet Winnetou einen waffenlosen Verbrecher, bevor dieser fliehen kann.
Im zweiten Teil trifft Old Shatterhand auf einer Zugfahrt Fred Walker, genannt Spürauge, einen Detektiv, der hinter den Railtroublers her ist. Old Shatterhand und später auch Winnetou verbünden sich mit Spürauge und verhindern einen Überfall auf Echo Canyon, eine große Bahnstation. Auf der Flucht überfallen die mit den Zugräubern verbündeten Sioux eine Siedlung deutscher Auswanderer und verschleppen alle Bewohner. Bei der Rettungsaktion am Berg Hancock wird Winnetou von einem Sioux erschossen. Sterbend bekennt er sich zum Christentum. Old Shatterhand reitet zu den Apachen, um ihnen vom Tod ihres Häuptlings zu berichten, und kommt dabei auf die Spur von Santer, gerät aber vorübergehend in die Gefangenschaft der Kiowas. Santer stiehlt das Testament Winnetous, kommt aber am Dunklen Wasser beim Raub des Goldes um. Das Gold, hinter dem Santer immer her gewesen war, begräbt den Mörder von Winnetous Vater und Schwester.
In der Bearbeitung des Karl-May-Verlages kommt es zu kleineren Abweichungen in der Handlung. Beispielsweise wurde in Band 2 der Überfall auf die Eisenbahnlinie durch einen Überfall auf ein Fort Niobrara ersetzt. Auch wurden einige Personen umbenannt (z. B. Fred Walker in Stephen Moody).

### Winnetou IV

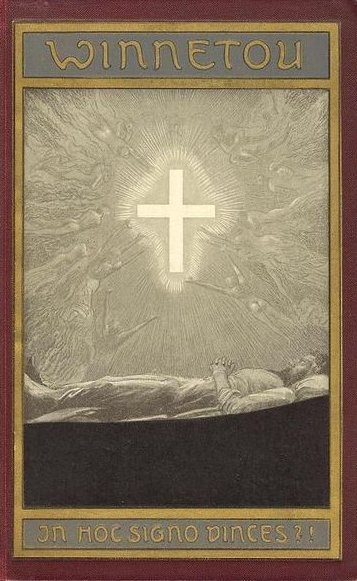
Sascha-Schneider-Ausgabe von Winnetou IV aus dem Jahr 1910

Mit Band XXXIII der gesammelten Reiseerzählungen Karl Mays Winnetou 4. Band wurde die Winnetou-Trilogie zur Tetralogie. Weiteres siehe Winnetous Erben.

## Rezeption
Im fortgeschrittenen 21. Jahrhundert wurde Kritik laut an unreflektierter Reproduktion des Charakters, speziell in neuen medialen Produktionen, da koloniale und diskriminierende Stereotype von Native Americans und kulturelle Aneignung damit fortgesetzt würde. Ravensburger zog aus diesen Bedenken 2022 u. a. eine Kinderbuchproduktion zurück.

## Winnetou im Film und auf der Bühne

### Erste Verfilmungsversuche
Seit den 1920er Jahren gab es Versuche, den Winnetou-Stoff zu verfilmen. Das erste Projekt stammt von der „Ustad-Film Dr. Droop & Co.“ in Berlin im Jahr 1920, zu der Erwin Bàron ein Exposé vorlegte. Der nächste Ansatz erfolgte laut einer damaligen Zeitungsmeldung 1927 durch eine nicht näher bezeichnete „Berliner Filmgesellschaft“.
Unter dem Titel Die ewigen Jagdgründe plante 1936 die Wien-Film AG eine Umsetzung des Winnetou-Stoffes, für die der Regisseur Helmut Käutner vorgesehen war. Ein Drehbuchentwurf war erst 1942 fertig. Für die Hauptrolle des Filmes, der über fünf Millionen Reichsmark hätte kosten sollen, war Hans Albers vorgesehen. Das Projekt wurde 1944 von Reichsminister Joseph Goebbels persönlich gestoppt.
Fast gleichzeitig befasste sich die „Bavaria Filmkunst GmbH“ 1939 mit einer Verfilmung, in der Luis Trenker als Regisseur tätig werden sollte und für die als Hauptdarsteller Herbert Dirmoser von der Felsenbühne Rathen im Gespräch war.
1939 startete die „Tobis Filmkunst GmbH“ in Berlin einen weiteren Versuch, an dem der Sensationsdarsteller Harry Piel beteiligt werden sollte. 1949 gab es Pläne der Willy Zeyn-Film GmbH aus Berlin, einen Film zu produzieren, wiederum mit Hans Albers als Hauptdarsteller.

### Dramatisierungen

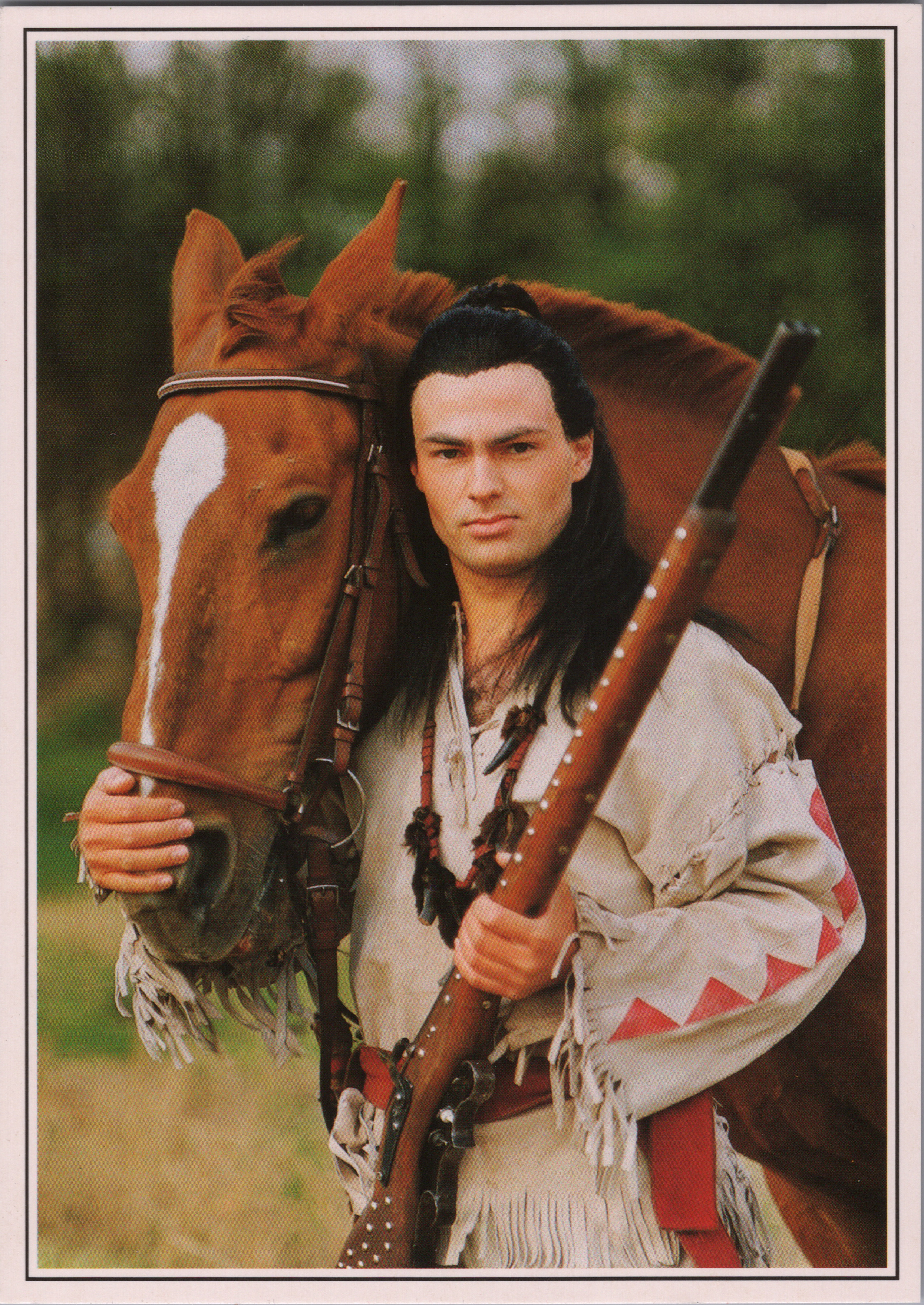
Winnetou auf der Felsenbühne Rathen 1991

#### Frühe Dramatisierung
Winnetou war der Titel einer frühen Dramatisierung der Winnetou-Trilogie, die mehrfach überarbeitet wurde.

##### Variante A (Dimmler)
Hermann Dimmler schrieb 1919 ein Theaterstück zum „Winnetou“-Stoff, das mehrfach aufgeführt, aber erst 1928 unter dem Titel Winnetou. Reiseerzählung von Karl May. Für die Bühne gestaltet von Dr. H. Dimmler veröffentlicht wurde.
Die früheste bekannte Inszenierung war am 8. November 1919 in München am Deutschen Theater. Regie führte damals Alfred Lommatzsch. Er setzte das Stück in „9 Bildern“ um.
- Winnetou (München 1919)
- Winnetou (Hohenstein-Ernstthal 1932) (mit Werner Legère als Winnetou)[8]

##### Variante B (Dimmler/Körner)
Ludwig Körner nahm 1928 die Dimmler-Fassung als Grundlage für sein Stück Winnetou, der rote Gentleman: Schauspiel in 6 Bildern nach Karl Mays Reiseerzählung.
Diese Neufassung wurde erstmals 1928 in Wien auf der Renaissance-Bühne gespielt.
| - Winnetou (Wien 1928) - Winnetou (Linz 1928) - Winnetou (Berlin 1929) | - Winnetou (Berlin 1931) - Winnetou (Berlin 1938) - Winnetou (Hamburg 1940) | - Winnetou (Wien 1975) |

Ludwig Körner selbst spielte in mehreren Aufführungen den Old Shatterhand.
Die Körnersche Bearbeitung wurde noch bis in die 1970er Jahre von zahlreichen anderen Bühnen nachgespielt.

##### Variante C (Körner/Schmid)
1950 überarbeitete Ludwig Körner selbst (gemeinsam mit Roland Schmid) sein Theaterstück noch einmal für Freilichtbühnen (speziell Bad Segeberg): Winnetou, der rote Gentleman. 1958 erschien sogar noch eine zweite Auflage dieser Textbuch-Variante.
Bis weit in die 1970er Jahre war diese Fassung Grundlage für alle Winnetou-Inszenierungen:
| - Winnetou (Hamburg 1952) - Winnetou (Bad Segeberg 1952) - Winnetou (Bad Segeberg 1953) | - Winnetou (Nürnberg 1954) - Winnetou (Bad Segeberg 1957) - Winnetou (Elspe 1958) | - Winnetou (Elspe 1967) - Winnetou (Bad Segeberg 1971) |

#### Erneute Dramatisierung (Bludau)
In den Jahren 1978 bis 1980 verfasste Jochen Bludau neue Dramatisierungen des Winnetou-Stoffes, die seitdem regelmäßig in Elspe dargeboten werden:
- Winnetou I: 1978, 1984, 1993, 2000, 2006, 2012, 2017
- Winnetou II: 1979, 1985, 2018
- Winnetou III: 1980, 1986, 1997, 2019

### Die Winnetou-Filme der 1960er Jahre
In den 1960er Jahren wurden insgesamt 11 Filme „frei nach May“ gedreht, in denen die Figur des „Winnetou“ ausschließlich von Pierre Brice dargestellt und teilweise deutlich anders angelegt wurde als in den Romanen. Auch inhaltlich haben die Filme kaum mehr als die Namen der Figuren mit den Büchern gemein. Diese Kinoaufführungen waren äußerst erfolgreich und es entstand ein regelrechter Kult um die Filmserie mit begleitendem Merchandising. Der Kinofilm Winnetou 1. Teil mit der Musik von Martin Böttcher war nach Der Schatz im Silbersee 1962 der erfolgreichste der Karl-May-Filme der 1960er Jahre. Die Filme setzten aber zunehmend auf Quantität und weniger auf Qualität, auch wurde versucht, die Filme in Richtung der zeitgleich erfolgreichen Italowestern hin zu entwickeln. Dies blieb bei vielen Kinobesuchern jedoch ohne Erfolg. Später wurden die Filme häufig im Fernsehen wiederholt.

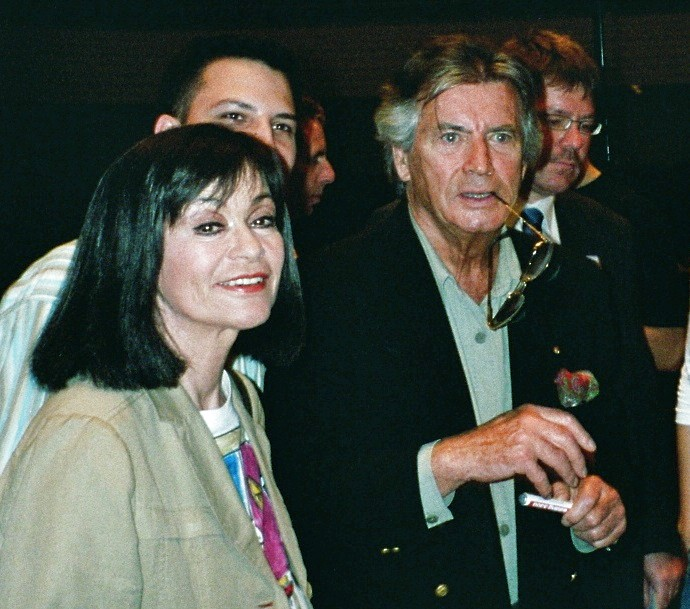
Marie Versini (Nscho-tschi) und Pierre Brice (Winnetou) 2005 in Luzern

| Titel                                     | Jahr | Regie          |
| ----------------------------------------- | ---- | -------------- |
| Der Schatz im Silbersee                   | 1962 | Harald Reinl   |
| Winnetou 1. Teil                          | 1963 | Harald Reinl   |
| Old Shatterhand                           | 1964 | Hugo Fregonese |
| Winnetou 2. Teil                          | 1964 | Harald Reinl   |
| Unter Geiern                              | 1964 | Alfred Vohrer  |
| Der Ölprinz                               | 1965 | Harald Philipp |
| Winnetou 3. Teil                          | 1965 | Harald Reinl   |
| Old Surehand 1. Teil                      | 1965 | Alfred Vohrer  |
| Winnetou und das Halbblut Apanatschi      | 1966 | Harald Philipp |
| Winnetou und sein Freund Old Firehand     | 1966 | Alfred Vohrer  |
| Winnetou und Shatterhand im Tal der Toten | 1968 | Harald Reinl   |

### Weitere Verfilmungen
- Mein Freund Winnetou (1980) – Regie: Marcel Camus – Fernsehserie mit 14 Folgen
- Die Spur führt zum Silbersee (1990) – Regie: Günter Rätz – Puppentrickfilm
- Winnetous Rückkehr (1998) – Regie: Marijan David Vajda – Fernsehzweiteiler
- Michael Herbig drehte 2001 die erfolgreiche Filmkomödie Der Schuh des Manitu, die als Parodie auf die Winnetou-Filme angelegt ist.
- Die Zeichentrickserie WinneToons mit 26 Episoden aus dem Jahr 2002 baut lose auf Figuren aus Winnetou I auf.
- Winnetou und der Schatz der Marikopas (2005) – Regie: Frank Zimmermann, Eugen Brähler; Darsteller: Mike Dietrich, Dietmar Röske, u. a.[22] – Ein No-Budget-Fan-Fiction-Projekt, dessen Handlung keinem Karl-May-Text folgt.
- Winnetou und das Geheimnis der Geisterschlucht (2007) – Regie: Mike Dietrich; Darsteller: Mike Dietrich, Sven Duschka, Fried Wolff, u. a.[23] – Ein Low-Budget-Fan-Fiction-Projekt der MayStar Film-Productions GbR, das ebenfalls keinem Karl-May-Text folgt.
- Im Auftrag von RTL produzierte Christian Becker 2015 einen Fernsehdreiteiler unter der Regie von Philipp Stölzl, der im Dezember 2016 als Winnetou – Der Mythos lebt ausgestrahlt wurde.
- Der junge Häuptling Winnetou (2022) – Regie: Mike Marzuk, Darsteller: Mika Ullritz, Milo Haaf, Lola Linnéa Padotzke, Mehmet Kurtuluş, Anatole Taubman, Tim Oliver Schultz, Helmfried von Lüttichau

### Hörspiel
1955 produzierte der NWDR Köln unter dem Titel Winnetou ein zehnteiliges Hörspiel unter Regisseur Kurt Meister, das zwischen dem 7. Januar und dem 10. März 1956 vom WDR erstmals ausgestrahlt wurde. Die Hauptrollen sprachen:
- Kurt Lieck: Old Shatterhand
- Hansjörg Felmy: Winnetou
- Kaspar Brüninghaus: Intschu Tschuna, sein Vater
- Dorit Fischer: Nscho-Tschi, seine Schwester
- Hermann Pfeiffer: Sam Hawkens

Zu den weiteren Sprechern gehörten u. a. Gustav Knuth, Alf Marholm, Herbert Hennies und Richard Münch.

### Winnetou-Darsteller (Auswahl)
- Pierre Brice (in allen Karl-May-Verfilmungen mit Winnetou der 1960er Jahre sowie in der Fernsehserie „Mein Freund Winnetou“ und dem Fernseh-Zweiteiler „Winnetous Rückkehr“; zusätzlich bei den Karl-May-Festspielen im sauerländischen Elspe und im holsteinischen Bad Segeberg)
- Hans Otto (1929 in Berlin)
- Werner Legère (1932 in einer Laienaufführung)
- Sigurd Fitzek (in den frühen 1950er Jahren auf einer Freilichtbühne in Stuttgart)
- Gojko Mitić (erstmals 1991 im Harzer Bergtheater Thale, von 1992 bis 2006 in Bad Segeberg)
- Erol Sander (von 2007 bis 2012 in Bad Segeberg)
- Jan Sosniok (von 2013 bis 2018 in Bad Segeberg)
- Herbert Dirmoser (1938 auf der Felsenbühne Rathen)
- Jean-Marc Birkholz (von 2001 bis 2006 auf der Felsenbühne Rathen; seit 2012 bei den Karl-May-Festspielen in Elspe)
- Olaf Hais (von 1991 bis 2000 auf der Felsenbühne Rathen)
- Jürgen Haase (auf der Felsenbühne Rathen, später war er Darsteller des Old Shatterhand)
- Will Quadflieg (im Dezember 1938 an der Berliner Volksbühne)
- Gustavo Rojo (bei den Karl-May-Festivals in der Berliner Deutschlandhalle 1966 und 1968)
- Heinz Ingo Hilgers (unter anderem bei den Karl-May-Spielen Bad Segeberg, die zu dieser Zeit im TV übertragen wurden)
- Klaus-Hagen Latwesen (in Bad Segeberg)
- Benjamin Armbruster (von 1988 bis 2012 in Elspe)
- Waterloo (Hans Kreuzmayr) (1999 bei den Karl May Festspielen in Winzendorf)
- Nik Xhelilaj (2016 in der dreiteiligen Fernsehverfilmung Winnetou – der Mythos lebt)
- Eric Nisius (seit 2011 auf der Freilichtbühne in Mörschied)
- Alexander Klaws (seit 2019 in Bad Segeberg)

Der bekannteste Sprecher der Rolle war Konrad Halver, der den Winnetou in der gleichnamigen Hörspielreihe von Europa aus den 1960er Jahren sprach.

## Sonstiges

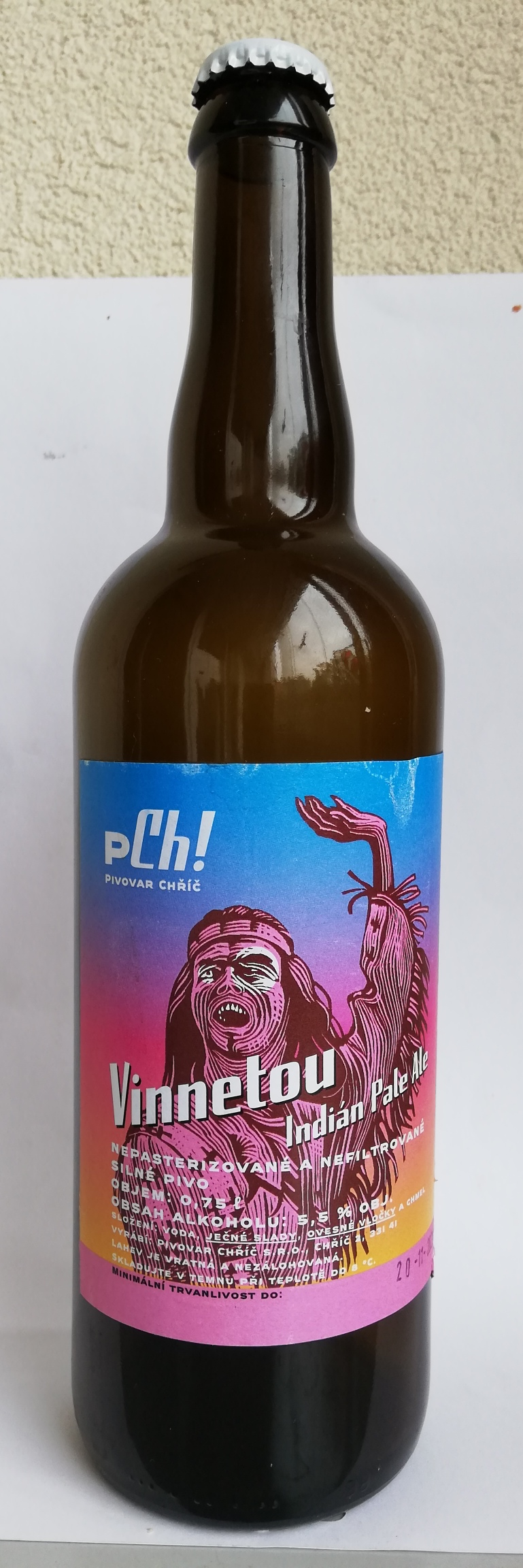
„Vinnetou“-India Pale Ale aus dem tschechischen Chříč

Der deutsche Dichter Carl Zuckmayer (Als wär’s ein Stück von mir) war dermaßen von der Gestalt des Apachenhäuptlings fasziniert, dass er seine 1926 geborene Tochter Maria Winnetou nannte.

In einem Interview bekannte sie: „Wenn man mich Maria ruft, reagiere ich gar nicht. Ich hatte nie einen Problem mit dem Namen, schon durch die Emigration nicht“.

In Deutschland ist Winnetou ein anerkannter Männervorname. In den 1980er Jahren trugen ihn etwa noch 95 Deutsche. Ein bekannter Namensträger war der Berliner Architekt und Stadtplaner Winnetou Kampmann (1927–2001).
Der indigene kanadische Autor und Filmemacher Drew Hayden Taylor nutzte das Winnetou-Klischee 2018 für seinen Dokumentarfilm Searching for Winnetou, in dem er über deutsche Hobby-Indianer und das Indianerbild im deutschen Sprachraum mit der eigentümlichen Faszination für „die Indianer“ berichtet.
Eine tschechische Brauerei im westböhmischen Chříč sorgte 2019 für mediale Aufmerksamkeit, als sie ihr India Pale Ale von „Mahatma“ in „Vinnetou“ umbenannte. Die Benennung des Biers nach dem Abstinenzler Mahatma Gandhi hatte für eine Beschwerde der indischen Botschaft bei der tschechischen Regierung gesorgt.